# دانيال دير
دانيال دير هو سياسي أسترالي، ولد في 5 فبراير 1871 في Mount Kembla ‏ في أستراليا، وتوفي في 30 يوليو 1942 في سيدني في أستراليا. نشط حزبياً في حزب العمال الأسترالي. وقد انتخب عضو الجمعية التشريعية لنيو ساوث ويلز ‏.